# نوزاد هادي
نوزاد هادي مولود (بالكردية: نەوزاد ھادی)‏ هو سياسي كردي عراقي من الحزب الديمقراطي الكردستاني ولد في سنة 1963، شغل منصب محافظ أربيل من سنة 2004 حتى سنة 2019، خلفه فرست صوفي. وحالياً يشغل منصب وزير الهجرة والمهجرين في حكومة اقليم كردستان.